# Hongarije op de Olympische Winterspelen 2022
Hongarije was een van de deelnemende landen aan de Olympische Winterspelen 2022 in Peking, China.

## Medailleoverzicht
| Sport      | Olympiër(s)                                                                    | Onderdeel     | Medaille |
| ---------- | ------------------------------------------------------------------------------ | ------------- | -------- |
| Shorttrack | Shaoang Liu                                                                    | 500 m (m)     | Goud     |
| Shorttrack | Shaoang Liu                                                                    | 1000 m (m)    | Brons    |
| Shorttrack | Petra Jászapáti Zsófia Kónya Shaoang Liu Shaolin Sándor Liu John-Henry Krueger | relay gemengd | Brons    |

## Deelnemers en resultaten

### Alpineskiën
Maximaal vier deelnemers per onderdeel
Mannen
| Naam          | Onderdeel    | 1e run  | 1e run | 2e run  | 2e run | Totaal  | Totaal |
| Naam          | Onderdeel    | Tijd    | Rang   | Tijd    | Rang   | Tijd    | Rang   |
| ------------- | ------------ | ------- | ------ | ------- | ------ | ------- | ------ |
| Márton Kékesi | Reuzenslalom | 1:14,47 | 39     | 1:19,07 | 34     | 2:33,54 | 34     |
| Márton Kékesi | Slalom       | 1:01,85 | 40     | 56,12   | 32     | 1:57,97 | 33     |

Vrouwen
| Naam      | Onderdeel    | 1e run         | 1e run         | 2e run         | 2e run         | Totaal         | Totaal         |
| Naam      | Onderdeel    | Tijd           | Rang           | Tijd           | Rang           | Tijd           | Rang           |
| --------- | ------------ | -------------- | -------------- | -------------- | -------------- | -------------- | -------------- |
| Zita Tóth | Reuzenslalom | niet gefinisht | niet gefinisht | niet geplaatst | niet geplaatst | niet geplaatst | niet geplaatst |
| Zita Tóth | Slalom       | 57,97          | 44             | 57,89          | 40             | 1:55,86        | 40             |

### Kunstrijden
Gemengd
| Naam                            | Onderdeel | KK           | KK           | VK             | VK             | Totaal         | Totaal         |
| Naam                            | Onderdeel | Score        | Rang         | Score          | Rang           | Score          | Rang           |
| ------------------------------- | --------- | ------------ | ------------ | -------------- | -------------- | -------------- | -------------- |
| Ioulia Chtchetinina Márk Magyar | Paren     | niet gestart | niet gestart | niet geplaatst | niet geplaatst | niet geplaatst | niet geplaatst |

### Langlaufen
Maximaal vier deelnemers per onderdeel
Lange afstanden
Mannen
| Naam       | Onderdeel             | Uitslag   | Uitslag |
| Naam       | Onderdeel             | Tijd      | Rang    |
| ---------- | --------------------- | --------- | ------- |
| Ádám Kónya | 15 km klassieke stijl | 45:48,9   | 80      |
| Ádám Kónya | 50 km vrije stijl     | 1:25:21,4 | 55      |

Vrouwen
| Naam       | Onderdeel             | Uitslag | Uitslag |
| Naam       | Onderdeel             | Tijd    | Rang    |
| ---------- | --------------------- | ------- | ------- |
| Sára Pónya | 10 km klassieke stijl | 41:13,6 | 97      |

Sprint
Mannen
| Naam       | Onderdeel | Kwalificatie | Kwalificatie | Kwartfinales   | Kwartfinales   | Halve finales  | Halve finales  | Finale         | Finale |
| Naam       | Onderdeel | Tijd         | Rang         | Tijd           | Rang           | Tijd           | Rang           | Tijd           | Rang   |
| ---------- | --------- | ------------ | ------------ | -------------- | -------------- | -------------- | -------------- | -------------- | ------ |
| Ádám Kónya | Sprint    | 3:09,43      | 72           | niet geplaatst | niet geplaatst | niet geplaatst | niet geplaatst | niet geplaatst | 72     |

### Shorttrack
Mannen
| Naam                                                                        | Onderdeel    | Series   | Series | Kwartfinale       | Kwartfinale       | Halve finale   | Halve finale   | Finale         | Finale     |
| Naam                                                                        | Onderdeel    | Tijd     | Rang   | Tijd              | Rang              | Tijd           | Rang           | Tijd           | Rang       |
| --------------------------------------------------------------------------- | ------------ | -------- | ------ | ----------------- | ----------------- | -------------- | -------------- | -------------- | ---------- |
| John-Henry Krueger                                                          | 500 m        | 40,407   | 2      | 40,844            | 5                 | niet geplaatst | niet geplaatst | niet geplaatst | 17         |
| John-Henry Krueger                                                          | 1000 m       | 1:25,236 | 1      | gediskwalificeerd | gediskwalificeerd | niet geplaatst | niet geplaatst | niet geplaatst | 14         |
| John-Henry Krueger                                                          | 1500 m       | n.v.t.   | n.v.t. | 2:12,525          | 3                 | 2:18,671       | 5              | 2:18,059       | 11         |
| Shaoang Liu                                                                 | 500 m        | 40,797   | 1      | 40,386            | 1                 | 40,157         | 1              | 40,338         | Goud       |
| Shaoang Liu                                                                 | 1000 m       | 1:23,796 | 1      | 1:23,940          | 2                 | 1:35,384       | 5              | 1:35,693       | Brons      |
| Shaoang Liu                                                                 | 1500 m       | n.v.t.   | n.v.t. | 2:15,376          | 2                 | 2:15,519       | 1              | 2:09,409       | 4          |
| Shaolin Sándor Liu                                                          | 500 m        | 40,948   | 1      | 40,700            | 4                 | niet geplaatst | niet geplaatst | niet geplaatst | 13         |
| Shaolin Sándor Liu                                                          | 1000 m       | 1:25,262 | 1      | 1:55,248          | 3                 | 1:23,567       | 1              | gele kaart     | gele kaart |
| Shaolin Sándor Liu                                                          | 1500 m       | n.v.t.   | n.v.t. | 2:09,213          | 1                 | 2:10,685       | 2              | 2:09,953       | 6          |
| John-Henry Krueger Shaoang Liu Shaolin Sándor Liu Bence Nogradi Alex Varnyú | 5000 m relay | n.v.t.   | n.v.t. | n.v.t.            | n.v.t.            | 6:45,192       | 6              | 6:39,713       | 6          |

Vrouwen
| Naam            | Onderdeel | Series    | Series    | Kwartfinale    | Kwartfinale    | Halve finale      | Halve finale      | Finale         | Finale         |
| Naam            | Onderdeel | Tijd      | Rang      | Tijd           | Rang           | Tijd              | Rang              | Tijd           | Rang           |
| --------------- | --------- | --------- | --------- | -------------- | -------------- | ----------------- | ----------------- | -------------- | -------------- |
| Petra Jászapáti | 500 m     | 42,848    | 2         | 43,476         | 1              | 43,198            | 3                 | 43,004         | 7              |
| Petra Jászapáti | 1000 m    | 1:28,392  | 2         | 1:28,786       | 3              | 1:28,827          | 5                 | 1:30,249       | 8              |
| Petra Jászapáti | 1500 m    | n.v.t.    | n.v.t.    | 2:22,115       | 2              | gediskwalificeerd | gediskwalificeerd | niet gepl.     | 22             |
| Zsófia Kónya    | 500 m     | 43,905    | 3         | niet geplaatst | niet geplaatst | niet geplaatst    | niet geplaatst    | niet geplaatst | 21             |
| Zsófia Kónya    | 1000 m    | geen tijd | geen tijd | niet geplaatst | niet geplaatst | niet geplaatst    | niet geplaatst    | niet geplaatst | 29             |
| Zsófia Kónya    | 1500 m    | n.v.t.    | n.v.t.    | penalty        | penalty        | niet geplaatst    | niet geplaatst    | niet geplaatst | niet geplaatst |

Gemengd
| Naam                                                                           | Onderdeel    | Kwart finale | Kwart finale | Halve finale | Halve finale | Finale   | Finale |
| Naam                                                                           | Onderdeel    | Tijd         | Rang         | Tijd         | Rang         | Tijd     | Rang   |
| ------------------------------------------------------------------------------ | ------------ | ------------ | ------------ | ------------ | ------------ | -------- | ------ |
| Petra Jászapáti Zsófia Kónya Shaoang Liu Shaolin Sándor Liu John-Henry Krueger | 2000 m relay | 2:38,396     | 1            | 2:38,052     | 1            | 2:40,900 | Brons  |

### Snowboarden
Big air & Slopestyle
| Naam             | Onderdeel      | Kwalificatie | Kwalificatie | Kwalificatie | Kwalificatie | Kwalificatie | Finale         | Finale         | Finale         | Finale         | Finale |
| Naam             | Onderdeel      | Run 1        | Run 2        | Run 3        | Beste        | Rang         | Run 1          | Run 2          | Run 3          | Beste          | Rang   |
| ---------------- | -------------- | ------------ | ------------ | ------------ | ------------ | ------------ | -------------- | -------------- | -------------- | -------------- | ------ |
| Kamilla Kozuback | Big air (v)    | 51,50        | 5,50         | 59,00        | 110,50       | 17           | niet geplaatst | niet geplaatst | niet geplaatst | niet geplaatst | 17     |
| Kamilla Kozuback | Slopestyle (v) | 21,95        | 19,58        | n.v.t.       | 21,95        | 28           | niet geplaatst | niet geplaatst | niet geplaatst | niet geplaatst | 28     |

Halfpipe
| Naam             | Onderdeel | Kwalificatie | Kwalificatie | Kwalificatie | Kwalificatie | Finale         | Finale         | Finale         | Finale         | Finale |
| Naam             | Onderdeel | Run 1        | Run 2        | Beste        | Rang         | Run 1          | Run 2          | Run 3          | Beste          | Rang   |
| ---------------- | --------- | ------------ | ------------ | ------------ | ------------ | -------------- | -------------- | -------------- | -------------- | ------ |
| Kamilla Kozuback | Vrouwen   | 35,50        | 15,00        | 35,50        | 19           | niet geplaatst | niet geplaatst | niet geplaatst | niet geplaatst | 19     |